# POP JAM
《POP JAM》為日本NHK綜合台於1993年4月10日至2007年3月16日播出的音樂節目，簡稱為PJ。後續由《MUSIC JAPAN》（2007年開始）接檔此節目。

## 節目名稱
總共經歷四次變化：
- 1993年04月10日－1994年03月05日：《ポップジャム'93》
- 1994年04月24日－1995年03月04日：《ポップジャム'94》
- 1995年04月07日－2006年03月11日：《ポップジャム》
- 2006年05月01日－2006年07月03日：《POP JAM DX》
- 2006年09月16日－2007年03月17日：《POP JAM》

## 播出時間
| 放送日期              | 放送時間（UTC+9）                              |
| --------------------- | ---------------------------------------------- |
| 1993年4月－1994年3月  | 每月一、二回 星期六 17:00 - 17:55 （約55分鐘） |
| 1994年4月－1995年3月  | 每月一、二回 星期六 17:00 - 17:54 （約54分鐘） |
| 1995年4月－1996年3月  | 每週星期五 23:30 - 00:05 （約35分鐘）          |
| 1996年4月－1997年3月  | 每週星期六 23:35 - 00:10 （約35分鐘）          |
| 1997年4月－1998年3月  | 每週星期六 23:25 - 00:05 （約40分鐘）          |
| 1998年4月－2000年3月  | 每週星期六 23:00 - 23:40 （約40分鐘）          |
| 2000年4月－2002年3月  | 每週星期六 22:20 - 23:00 （約40分鐘）          |
| 2002年4月－2003年3月  | 每週星期六 23:10 - 23:50 （約40分鐘）          |
| 2003年4月－2004年3月  | 每週星期日 00:10 - 00:50 （約40分鐘）          |
| 2004年4月－2005年12月 | 每週星期六 00:15 - 00:55 （約40分鐘）          |
| 2006年1月－2006年3月  | 每週星期六 00:25 - 00:55 （約30分鐘）          |
| 2006年5月－2006年7月  | 每月第一個星期一 22:00 - 23:30 （約90分鐘）    |
| 2006年9月－2007年3月  | 每週星期六 0:30 - 1:00 （約30分鐘）            |

## 出演人員

### 主持人
| 時間                           | 主持人                     |
| ------------------------------ | -------------------------- |
| 1993年04月10日－1994年04月24日 | 本木雅弘                   |
| 1994年04月30日－1998年03月28日 | 森口博子                   |
| 1998年04月04日－2000年03月25日 | 太田光、田中裕二           |
| 2000年04月01日－2002年03月09日 | 堂本光一                   |
| 2002年03月23日－2003年03月15日 | 優香                       |
| 2003年04月06日－2005年03月12日 | 優香、つんく♂              |
| 2005年04月02日－2006年03月11日 | 西川貴教、渡部建・児嶋一哉 |
| 2006年05月01日－2007年03月10日 | 安めぐみ                   |
| 2007年03月17日                 | 西川貴教                   |

### 播音員
| 時間                           | 播音員     |
| ------------------------------ | ---------- |
| 1998年04月04日－2000年03月25日 | 柘植恵水   |
| 2000年04月01日－2002年03月09日 | 久保純子   |
| 2002年03月23日－2003年03月15日 | 高市佳明   |
| 2003年04月06日－2005年03月12日 | 高山哲哉   |
| 2005年04月02日－2006年03月11日 | 村上由利子 |
| 2007年03月17日                 | 高山哲哉   |

## 關聯條目
- 音樂節目
- MUSIC JAPAN

## 外部連結
- POP JAM （日語）